# Pla de Nicolás Salmerón
El pla de Nicolás Salmerón, altrament plaça de Nicolás Salmerón, és una plaça en forma de trapezi rectangular del barri de Gràcia de Barcelona en un entrant del carrer Gran de Gràcia tocant als jardinets de Gràcia.

## Descripció
L'arbrat està format per una renglera central en zigzag amb cinc xicrandres enjardinades amb savina híbrida (Juniperus x pfitzeriana) i a l'extrem sud-est dos exemplars de washingtònia de Califòrnia i un de washingtònia de Mèxic.
Pràcticament, no hi ha edificis no singulars al voltant del pla. A la banda est i de sud a nord, hi ha la Casa Fuster, la Casa Rosa Cuyàs i la Sucursal de la Caixa. Igualment, a la banda oest, la Casa Víctor Conill, la Casa Ramon Servent i la Casa Cama i Escurra.
No compta amb cap edifici numerat amb el nom del pla, sinó que tots els immobles de l'entorn estan associats a Gran de Gràcia. Tampoc disposa de cap placa que l'identifiqui més enllà del monument Gràcia a Salmerón.
Un dels elements destacats és el monòlit d'acer inoxidable Gràcia a Salmerón, obra de l'arquitecte Ignasi Sanfeliu. Respecte de la plaça es troba a l'extrem sud-est, a tocar de Jardinets de Gràcia, fet que dona la benvinguda al Carrer Gran, anteriorment dedicat també al polític espanyol.

## Història
Es va inaugurar el 15 de novembre de 1997 amb la presència del llavors batlle de Barcelona, Joan Clos i Matheu.